# فاضل عبدالمجید
فاضل عبدالمجید (انگلیسی: Fadhil Abdul-Majid؛ زادهٔ ۱ ژوئیهٔ ۱۹۳۵) بازیکن فوتبال اهل عراق بود.
وی همچنین در تیم ملی فوتبال عراق بازی کرده‌است.